# Medea
|  | Per a altres significats, vegeu «Medea (desambiguació)». |

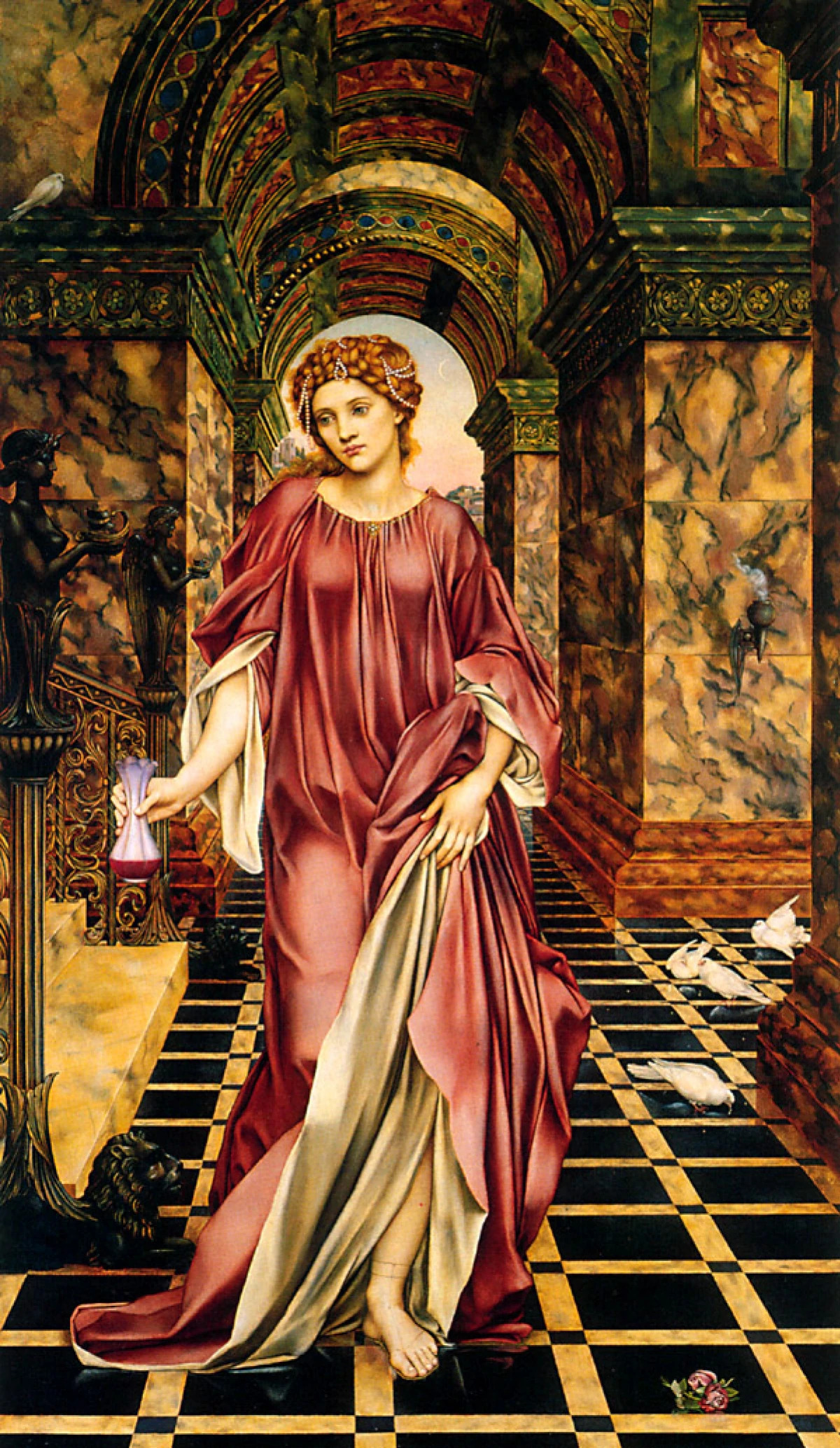
Medea, d'Evelyn de Morgan.

En la mitologia grega Medea (grec antic: Μήδεια, Mēdeia, potser 'planificadora') era la filla d'Eetes, rei de la Còlquida i de la nimfa Idia. Era sacerdotessa d'Hècate, que alguns consideren la seva mare i de la qual se suposa que va aprendre els principis de la bruixeria junt amb la seva tia, la maga Circe. Així, Medea és l'arquetip de bruixa o bruixot, amb certs trets de xamanisme. Medea figura al mite de Jàson i els argonautes, que apareixen a la Teogonia d'Hesíode cap al 700 aC, però és més coneguda per la tragèdia d'Eurípides Medea i l'èpica d'Apol·loni de Rodes Argonàutiques. Medea és coneguda en la majoria de les històries com una bruixa i sovint es representa com una sacerdotessa de la deessa Hècate.

## Genealogia i divinitat

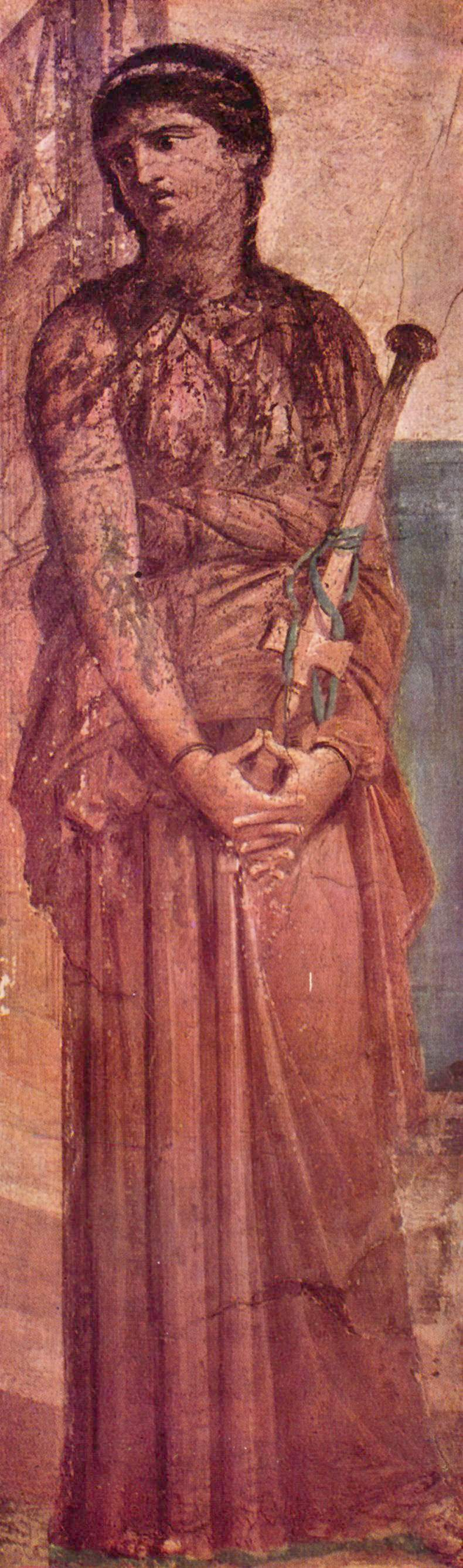
Medea en un fresc d'Herculà..

Medea és una descendent directa del déu del sol Hèlios (fill del Tità Hyperió) a través del seu pare, el rei Eetes de Còlquida. Segons Hesíode (Teogonia 956–962), Helios i l'Oceànida Perseis van tenir dos fills, Circe i Eetes. Aeetes es va casar amb l'oceànida Idia i Medea era la seva filla. A partir d'aquí, l'arbre genealògic de Medea es torna una mica més complicat i discutit. Segons alguns relats, Aeetes i Idia només van tenir dues filles, Medea i Calcíope. Hi havia un fill, Apsirt, que era fill d'Eetes amb Asterodea. Això el convertiria en mig germà de la mateixa Medea. Segons altres, Idia va donar a llum Medea i Apsirt mentre que Asteròdea va donar a llum a Calcíope. Fins i tot dues versions diferents, se sap que Medea té una germana i un germà. A mesura que es fa gran, Medea es casa amb Jàson i tenen fills junts. El nombre i els noms dels seus fills són qüestionats pels estudiosos. Segons la versió, són de dos a catorze nens. A la seva obra Medea, Eurípides esmenta dos fills sense nom. Segons altres relats, els seus fills eren "Mèrmer i Feres o Tèssal, Alcímenes i Tisandre, i segons altres, va tenir set fills i set filles, mentre que d'altres només esmenten dos fills, Medos i Eriopis, o un fill Argus.". Independentment del nombre de fills, Medea finalment deixa Jàson a Corint, es casa amb el rei d'Atenes (Egeu) i li dona un fill. Mentre estava amb ell, es qüestiona si va ser quan va tenir el seu fill Medos, que passa a convertir-se en l'avantpassat dels medes en conquerir les seves terres.
Comprendre la genealogia de Medea ajuda a definir la seva divinitat. Segons alguns relats, com l'Argonautica, es representa com una dona jove i mortal que està directament influenciada per les deesses gregues Hera i Afrodita. Tot i que posseeix habilitats màgiques, encara és una mortal amb ascendència divina. Altres relats, com l'obra d'Eurípides Medea, se centren en la seva mortalitat. La Teogonia d'Hesíode situa el seu matrimoni amb Jàson a la llista de matrimonis entre mortals i divins, la qual cosa suggereix que ella és predominantment divina. També té connexions amb Hècate, la deessa de la màgia, que podria ser una de les principals fonts d'on treu els seus llaços màgics.

## El cicle dels argonautes

### Arribada dels argonautes
Quan Jàson i els argonautes van arribar a la Còlquida, Hera els va embolcallar amb boira per amagar-los, però Medea, la segona filla del rei Eetes i hàbil fetillera, va dispersar-la. Hera havia convençut Afrodita perquè la fes enamorar de Jàson. Jàson i els argonautes van demanar el velló d'or al rei, i Eetes, convençut que els grecs havien vingut per arrabassar-li el tron, els va prometre que els el lliuraria només si eren capaços de realitzar certes tasques. En primer lloc, Jàson havia de junyir dos toros d'Hefest que exhalaven flamarades i tenien les peülles de bronze; després, havia de llaurar-hi; un cop llaurat, hi hauria de sembrar les dents de drac que Eetes li havia donat i, finalment, matar l'exèrcit d'homes armats que de sobte creixeria de la terra. Jàson va acceptar les condicions, malgrat que dur a terme les proves li semblava impossible.

### Medea ajuda Jàson
Argos, que havia salvat Jàson de morir a l'illa dels ocells, va demanar consell a la seva mare Calcíope, germana de Medea, i aquesta va aconsellar-la perquè emprés les seves arts màgiques. Aquella mateixa nit Medea va anar a la tenda de Jàson i li va oferir la seva ajuda si li prometia que la prendria per esposa. Jàson li ho va prometre. Aleshores Medea li donà un bàlsam màgic amb el qual s'havia d'untar abans d'enfrontar-se als toros d'Hefest.
Invulnerable al foc i posseïdor d'una força sobrenatural, l'heroi va sotmetre els bous i els va junyir a l'arada. Després de llançar les dents als solcs, es va retirar a observar com de cada dent sorgia un esquelet soldat: els homes sembrats, fortament armats. Quan a la tarda ja havien assolit un gran nombre, tot seguint els consells de Medea va llançar una enorme pedra entre els soldats, que com que no sabien qui l'havia llançada, es van abraonar els uns contra els altres i es van destrossar a cops de destral. Jàson va aprofitar la distracció per matar els que romanien vius.

### Obtenció del velló
Tanmateix, Eetes es va negar a lliurar-los el velló i, atemorit pels grecs, va començar a planificar-ne la destrucció. Medea, que sospitava que el seu pare sabia que havia ajudat Jàson, va advertir els argonautes, que eren a l'Argo celebrant la gesta de Jàson. Va confiar-los els seus temors i va invocar Hera perquè fos testimoni de la petició de Jàson de casar-s'hi. Aleshores va menar Jàson al bosquet d'Ares on la serp (o el drac) que no dormia custodiava el velló d'or. Amb els seus encanteris va adormir la bèstia i Jàson s'hi va enfilar i va agafar el velló.

### Persecució i fugida de la Còlquida
Eetes va intentar cremar l'Argo i assassinar-ne la tripulació, però els argonautes ja havien fugit un cop aconseguit el velló tot sortint pel riu Fasís. L'endemà a trenc d'alba la flota d'Eetes ja els perseguia. A continuació hi ha diverses versions sobre la persecució:
Segons Ovidi els argonautes van tornar per la mateixa ruta i quan van sortir d'Ea van agafar el fill petit del rei, Apsirt. A la mar Negre, quan la flota d'Eetes va ser a la vista, Medea va apunyalar el seu germà, el va esquarterar i en va dispersar els trossos pel mar perquè Eetes perdent temps tot recollint-los..
Segons una altra versió, però, Apsirt ja era un home fet, i Eetes li va confiar el comandament de la flota de persecució. Jàson va decidir tramar la mort d'Apsirt a un temple consagrat a Àrtemis, a una illa a prop de la desembocadura del Danubi, a la mar Negre, i el va matar a traïció amb l'ajuda de Medea.
Apol·loni diu que els argonautes van aconseguir escapar cap a l'Adriàtic seguint el Danubi (Istre) (a aquella època es pensava que el Danubi connectava el Pont Euxí amb l'Adriàtic), però Apsirt se'ls havia avançat i van haver d'atracar a una illa de la mar Adriàtica, on hi havia un temple consagrat a Àrtemis. Jàson va fer veure que accedia a lliurar Medea a canvi de conservar el velló, i tot i que Medea es va enfurismar quan es va assabentar del tracte, Jàson li va assegurar que era un truc. Van atraure Apsirt fent veure que Medea volia ser rescatada i Jàson el va matar.

### Purificació de Circe
Després de l'assassinat d'Apsirt, Zeus es va encolerir, i la seva còlera no cessaria fins que la parella no fos purificada per Circe, tia de Medea i filla del Sol. Circe vivia a l'illa d'Eea (situada al nord de Gaeta, entre el Laci i la Campània). Allí la fetillera va purificar la parella amb sang de porc i ofrenes propiciatòries a Zeus i a les Fúries. Tanmateix, quan els va demanar què havien fet, va romandre tan horroritzada per la història, que els va fer fora sense oferir-los hospitalitat.

### La consumació de Medea i Jàson
Després de sobrepassar els dominis de les sirenes, la nau va passar l'estret d'Escil·la i Caribdis i els argonautes van arribar a Corcira, avui Corfú, al país dels feacis (o bé Esquèria, també país dels feacis), on Alcínous era rei. Allí van trobar un grup de colcs, enviats per Eetes a perseguir-los, que demanaven al rei que els lliurés Medea. Després d'haver consultat la seva dona Àrete, el rei va dir que hi accediria si examinava Medea i resultava que era verge; però, que si ja era la dona de Jàson, s'havia de quedar amb ell. Medea se'n va assabentar per Àrete, i ella i Jàson es van afanyar a complir la condició establerta aquella mateixa nit (a la cova de Macris, una cove de doble entrada a l'actual Corfú). Alcínous no va tenir més remei que negar-se a lliurar Medea i els argonautes es van tornar a fer a la mar.

### Naufragi a Líbia i Tritó
Quan ja els faltava poc per arribar a Grècia, un vent es va endur els argonautes a Líbia, i una onada gegant els va fer anar a parar al mig del desert. Aconsellats per tres nimfes, van arrossegar l'Argo durant nou dies fins que van arribar al llac Tritó. El llac era a prop del jardí de les Hespèrides, que feia poc que Hèracles havia visitat per un dels seus treballs, i els herois van trobar la font que l'heroi havia fet brollar d'una roca, amb la qual van saciar la set. Van avarar la nau al llac, però no trobaven cap sortida al mar. Orfeu va suggerir oferir unes pregàries als déus locals; Tritó hi va respondre i els va ajudar tot empenyent l'Argo per un riu fins a la mar.

### Talos
Finalment, els herois van arribar a Creta, però en el moment de desembarcar es van trobar amb Talos, una mena de gòlem gegant a qui Minos havia confiat la custòdia de l'illa contra els desembarcaments, tasca que acomplia tot llançant roques als vaixells que s'acostaven massa. Era invulnerable, però al turmell hi tenia una vena que li donava la vida. Medea el va vèncer fent-lo enfurismar amb visions enganyoses: Talos es va obrir la vena contra una roca i va morir dessagnat. Els argonautes van desembarcar, van passar la nit a la platja i l'endemà, després d'erigir-hi un santuari a Atena Minoica, se'n van anar.

### Mort de Pèlias
Quan arriben a Iolcos, Medea decideix venjar-se de Pèlias, que havia enviat Jàson a cercar el velló amb la intenció que morís. Ordeix un ardit tot convencent les filles de Pèlias que és capaç de fer rejovenir qualsevol ésser viu amb una poció màgica: davant d'elles va esquarterar un moltó vell, en va ficar els trossos a una gran marmita al foc i, al cap de poc, l'animal en va sortir com un xai ben alegre (també es diu que abans Medea havia fet rejovenir Èson, pare de Jàson, mitjançant un beuratge i llavors havia ofert a les filles de Pèlias de fer el mateix amb el seu pare, tot demostrant-los-ho amb un xai). Les filles de Pèlias van seguir l'exemple, però malauradament el seu pare no va tornar a la vida.

### Partença a Corint i abandonament de Jàson
Malgrat haver-se deslliurat ja de Pèlias, els habitants de Iolcos van avorrir el magnicidi i Jàson i Medea es van veure obligats a deixar Iolcos, i van partir cap a Corint, cridats pels habitants d'aquesta ciutat sobre la qual Medea (segons una versió) tenia dret al tron, ja que el seu pare n'havia estat rei uns anys abans. Medea i Jàson hi van tenir uns quants fills; algunes versions del mite n'identifiquen dos: Mèrmer i Feres; d'altres, altres tres: Tèssal, Alcímenes i Tisandre.
Un dia, el rei Creont de Corint va voler casar Jàson amb la seva filla Glauce (o Creüsa). Creont va decretar que Medea fos desterrada, però ella va tramar la seva venjança abans de partir: va impregnar un vestit de verí, així com joies i abillaments, i ho va enviar tot a Glauce per mitjà dels seus fills amb Jàson. Quan es va posar el vestit, un foc misteriós la va començar a cremar, que també es va emportar Creont quan la va voler socórrer i el mateix palau reial. Mentrestant, Medea matava els seus propis fills al temple d'Hefest (altres versions diuen que van ser apedregats pels corintis per haver lliurat el vestit a Glauce). Tot seguit, va fugir cap a Atenes dalt del carro tirat per cavalls alats (o serps alades), un regal del seu avi el Sol.

## Medea errant

### Medea i Hèracles
Segons l'historiador Diodor de Sicília, quan Medea va fugir de Corint no es va dirigir cap a Atenes, sinó cap a Tebes, a cercar-hi Hèracles, perquè aquest, abans d'entrar a la Còlquida, li havia promès ajuda en cas que Jàson no complís la seva paraula. Efectivament, el va trobar a Tebes, però la fúria d'Hera l'havia fet embogir i li havia fet matar els seus fills. Medea el va guarir amb els seus remeis. Tanmateix, Euristeu donava pressa a Hèracles perquè complís els seus treballs, i Medea va entendre que Hèracles no l'ajudaria.

### Medea a Atenes
Sia en la versió en la qual no cerca Hèracles, sia en la qual el cerca, Medea va arribar a la ciutat d'Atenes, el rei de la qual, Egeu, li havia garantit protecció abans de cometre el crim contra els seus fills. A canvi de la protecció, Medea li va assegurar que tindria fills (el rei es pensava que no en tenia, si bé Teseu era ben viu), s'hi va casar i li va donar un fill, Medos, epònim dels medes.
Al cap d'uns pocs anys, Teseu, el fill secret d'Egeu, va arribar a Atenes per reclamar la seva herència com a fill del rei. Segons Diodor, Medea el va considerar una amenaça i el va intentar enverinar, però fou descoberta i acusada d'enverinament, va haver de fugir, i es va emportar el seu fill. Segons una altra versió, abans de l'intent d'enverinament, Medea va convèncer Egeu perquè Teseu s'enfrontés al perillós toro de Minos que infestava Marató. Com que l'heroi se'n va sortir, Medea va intentar enverinar-lo oferint-li una copa amb metzina, però Egeu se'n va adonar i li va fer caure la copa de les mans. Medea va fugir desterrada amb el seu fill a la Còlquida..

### Medea a Itàlia, Tessàlia i l'Àsia
Segons Servi Maure Honorat, després de fugir precipitadament d'Atenes, Medea es va refugiar a Itàlia, a la zona osca del llac Fucinus, on va ensenyar als nadius com encantar serps. Aquests la van venerar com a deessa, amb el nom d'Angítia.
Després, Medea va passar per Tessàlia (regió anomenada així pel seu fill Tèssal), on va competir amb Tetis en un certamen de bellesa que presidia Idomeneu, rei de Creta. Medea va perdre i, plena de còlera, va declarar que «tots els cretencs eren uns mentiders» i va maleir l'estirp d'Idonemeu, condemnant-la a no poder dir mai més la veritat.
Segons Heròdot, quan va partir d'Atenes Medea es va establir a l'Àsia superior, entre els aris, i d'ençà d'aleshores que s'anomenen a si mateixos medes.

### Medea a la Còlquida
Unes altres versions diuen que després de fugir d'Atenes, Medea i el seu fill es van dirigir cap a la Còlquida, on Perses, germà d'Eetes i oncle de Medea, havia destronat el seu germà. Medos va arribar primer, i Perses el va fer empresonar pensant-se que era un descendent d'Eetes destinat a matar-lo, malgrat que Medos havia afirmat que es deia Hípotes i era un corinti, fill de Creont. L'empresonament va causar moltes males collites.
Aleshores, Medea es va presentar a la Còlquida com a sacerdotessa d'Àrtemis, i va prometre aturar la sequera amb un ritus que implicava la mort del noi. Mentre duia a terme el ritual, Medea es va arribar a creure que el noi era efectivament fill de Creont, i se'n va voler desempallegar perquè era conscient del mal que havia fet a la família coríntia. Tanmateix, el noi era efectivament el seu fill Medos; Medea se'n va adonar, li va donar una espasa i Medors va matar Perses, amb la qual cosa va venjar el seu avi Eetes. Medos va prendre el tron, va conquerir el país dels medes (Mèdia) i li va posar el seu nom. Segons aquestes versions, de la fi de Medea no se'n sap res..

### Medea immortal
Una tradició diu que Medea no va morir, sinó que els déus l'havien feta immortal i va viure als Camps Elisis, on diuen que es va unir amb Aquil·les, igual que Ifigènia, Helena i Políxena.